# Strada statale 411 Sublacense
La ex Strada statale 411 Sublacense (SR411), già strada regionale 411 Sublacense (SR411), è una strada regionale italiana di collegamento interprovinciale nel Lazio.

## Percorso
La strada ha inizio distaccandosi dalla strada statale 5 Via Tiburtina Valeria nel comune di Roviano. Il tracciato risale la valle dell'Aniene, lambendo i centri abitati di Marano Equo ed Agosta, arrivando a Subiaco.
A questo punto la strada sale di quota fino ad Affile, Arcinazzo Romano e i suoi Altipiani noti per la sua frazione (Altipiani di Arcinazzo Inferiore). Il percorso continua in direzione sud-est raggiungendo colle Cimetta (1011 m s.l.m.) nel comune di Trevi nel Lazio loc. Altipiani di Arcinazzo Superiore, proseguendo nel territorio del comune di Fiuggi  in zona "Arco di Trevi" per poi ridiscendere verso Guarcino da dove si diparte la diramazione per Campocatino, sui monti Ernici.
La strada prosegue verso sud, fino ad innestarsi sulla strada statale 155 di Fiuggi presso Vico nel Lazio loc. Pitocco.
In seguito al decreto legislativo n. 112 del 1998, la gestione è rimasta all'ANAS e dal 5 marzo 2007 anche la società Astral ha acquisito la titolarità di concessionario della strada.

## Strada statale 411 dir Sublacense
La strada statale 411 dir Sublacense (SS 411 dir), ora anche strada regionale 411 dir Sublacense o di Campocatino (SR 411 dir), è un'importante strada statale e regionale italiana di rilevanza turistica.
Rappresenta infatti, la diramazione della SS 411 che dal centro abitato di Guarcino conduce al massiccio di Campocatino, località che ospita una stazione sciistica.
In seguito al decreto legislativo n. 112 del 1998, la gestione è rimasta all'ANAS e dal 5 marzo 2007 anche la società Astral ha acquisito la titolarità di concessionario della strada.